# Friedrich Adler (politiker)
Friedrich Wolfgang Adler, född 9 juli 1879 i Wien, död 2 januari 1960 i Zürich, var en österrikisk socialistisk politiker. År 1916 mördade han ministerpresidenten Karl Stürgkh.

## Biografi
Friedrich Adlers far var politikern Victor Adler (1852–1918), som hade grundat Österrikes socialdemokratiska arbetarparti 1889. Hans mor var Emma Adler, född Braun (1858–1935), syster till den tyske socialisten Heinrich Braun. Efter sin fars önskan studerade Adler kemi, fysik och matematik vid ETH Zürich, där han lärde känna Albert Einstein. Under sin tid i Zürich anslöt han sig till Schweiz socialdemokratiska parti och 1910 blev Adler redaktör för den tyskspråkiga tidskriften Volksrecht.
År 1911 återvände Adler till Wien för att bli generalsekreterare för de österrikiska socialdemokraterna, en post han innehade fram till 1914. Tillsammans med Otto Bauer var han redaktör för tidskriften Der Kampf och företrädde inom partiet en mot ledningen skarpt oppositionell vänsterinriktning. Han motsatte sig starkt partiets stöd för första världskriget och drev ungefär samma linje om arbetarnas ställning till kriget som Karl Liebknecht och Hugo Haase i Tyskland.
Den 16 oktober 1916 sköt Adler ihjäl ministerpresidenten Karl Stürgkh på restaurangen på Hotel Meissl & Schadn i Wien. Anledningarna till detta var bland annat regimens många ingrepp i yttrandefriheten och att Stürgkh hade förbjudit en fredskongress av radikala arbetarelement från att sammanträda i Wien under det pågående världskriget. Adler ställdes inför en speciell domstol i maj 1917, och höll under rättegången ett uppmärksamt försvarstal där han beskrev mordet som en revolutionär aktion i kampen mot kriget. Friedrich Adler dömdes ursprungligen till döden för mordet, men straffet omvandlades emellertid till 18 års tukthus av kejsar Karl I.
Efter att ha blivit frigiven i förtid mot slutet av kriget deltog Adler i monarkins störtande i november 1918, och spelade en betydelsefull roll som ledare för arbetarråden som upprättades, samt som ledamot i det österrikiska Nationalrådet. Han genomdrev att de österrikiska socialdemokraterna utträdde ur Andra internationalen och blev sekreterare i den 1922 bildade Internationella arbetarassociationen ("2 1/2:e Internationalen").
De österrikiska socialdemokratiska partiet förbjöds 1934 av förbundskansler Engelbert Dollfuss, efter det österrikiska inbördeskriget. Efter Nazitysklands Anschluss av Österrike i mars 1938 flydde Adler och flera andra ledande österrikiska socialdemokrater till Bryssel och därifrån vidare till Paris. Efter att tyskarna invaderat Frankrike 1940 flydde Adler vidare till London, varifrån han fortsatte över Atlanten till New York. 
Efter andra världskrigets slut 1945 avsade sig Adler alla politiska uppdrag och bosatte sig 1946 i Zürich. Han återvände till Wien vid ett tillfälle, i juni 1952, för att fira sin fars hundraårsdag. Adler avled i sitt hem i Zürich 1960, 80 år gammal.